# Drosera pedicellaris
Drosera pedicellaris este o specie de plante carnivore din genul Drosera, familia Droseraceae, ordinul Caryophyllales, descrisă de Allen Lowrie. Conform Catalogue of Life specia Drosera pedicellaris nu are subspecii cunoscute.

## Galerie

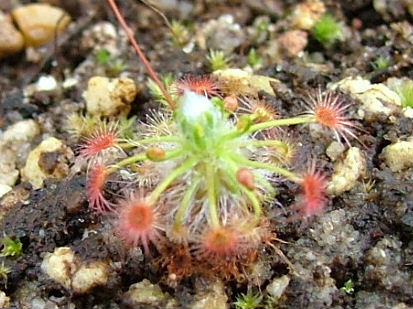
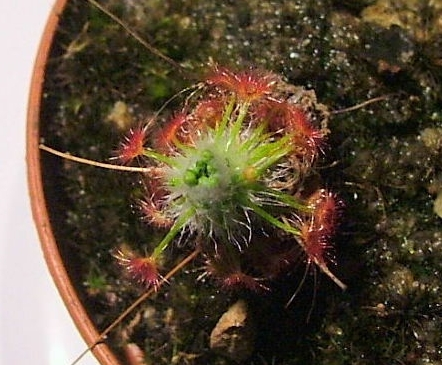